# Dasyllis croceiventris
Dasyllis croceiventris là một loài ruồi trong họ Asilidae. Dasyllis croceiventris được Wiedemann miêu tả năm 1821.